# Celso Vieira
Celso Vieira (født 25. september 1974) er en tidligere brasiliansk fodboldspiller.